# Katriina Talaslahti
Katriina Talaslahti (født 21. september 2000) er en kvindelig finsk fodboldspiller, der spiller som målvogter for franske Olympique Lyon i Division 1 Féminine, siden 2019.